# 5812-es mellékút (Magyarország)
Az 5812-es mellékút egy bő 6 kilométeres hosszúságú, négy számjegyű mellékút Baranya vármegye területén; Ócsárdtól húzódik Baksáig, feltárva a köztük fekvő Kisdért is.

## Nyomvonala
Ócsárd központjában ágazik ki az 5814-es útból, annak a 4+250-es kilométerszelvénye közelében, nyugat felé. Ady Endre utca néven húzódik a község széléig, amit mintegy 400 méter után ér el. Kicsivel több, mint másfél kilométer után lépi át a következő település, Kisdér határát, ahol északabbi irányt vesz. Körülbelül a 2. és 3. kilométerei között halad végig e község belterületein, a települési neve itt Petőfi utca. A falu északi végét elhagyva újból nyugatabbnak fordul, Baksa határát már így szeli át, majdnem pontosan a negyedik kilométerénél; az ötödik kilométere előtt viszont ismét északnak veszi az irányt. Így is ér véget Baksa központjában – a belterületen a Rádfai út nevet viselve –, beletorkollva az 5801-es útba, annak a 14+700-as kilométerszelvénye közelében. Egyenes folytatása a Szentlőrinc keleti határáig vezető 5802-es út.
Teljes hossza, az országos közutak térképes nyilvántartását szolgáló kira.kozut.hu adatbázisa szerint 6,307 kilométer.

## Története
A Kartográfiai Vállalat 1970-ben kiadott Magyarország autótérképe című kiadványában csak az Ócsárd és Kisdér közti szakasza van feltüntetve, az is földútként; a térkép Kisdér és Baksa között nem jelöl közúti kapcsolatot, viszont feltüntet egy másik földutat Kisdértől északi irányba húzódva, Görcsöny felé. Ugyanezen kiadó 1990-ben megjelentetett Magyarország autóatlasza tanúsága szerint addigra teljes hosszában kiépült, portalanított útként szerepel az atlaszban.

## Települések az út mentén
- Ócsárd
- Kisdér
- Baksa